# Gnidia somalensis
Gnidia somalensis är en tibastväxtart som först beskrevs av Franch. in Révoil, och fick sitt nu gällande namn av Ernest Friedrich Gilg. Gnidia somalensis ingår i släktet Gnidia och familjen tibastväxter. Utöver nominatformen finns också underarten G. s. glabra.